# Riverview (Wisconsin)
Riverview – miasto w Stanach Zjednoczonych, w stanie Wisconsin, w hrabstwie Oconto.